# Жиллен, Мари
Мари́ Жилле́н (род. 1975) — бельгийская актриса.

## Биография
Мари Жиллен родилась 18 июня 1975 года в Льеже.
В 13 лет училась в театральной студии, с которой в 1990 году ездила в Квебек. Там её заметил кинорежиссёр Жан-Жак Анно и пригласил её на роль в своём новом фильме «Мой папа — герой». В 1990 году Мари Жиллен приняла участие в масштабной акции против СПИДа. 

### Фильмография
- 1991 — Мой папа — герой / Mon père, ce héros. — Вероник (номинация на премию Сезар)
- 1993 — Человек у моря / Un homme à la mer — Камий
- 1994 — Мари / Marie — Мари
- 1994 — Избирательное сродство / Le affinità elettive — Оттилия
- 1995 — Приманка / L’Appât — Натали
- 1997 — Горбун / Le Bossu — Аврора
- 1999 — Последний гарем / Harem Suare — Сафийе
- 2001 — Распутницы / Absolument fabuleux — Safrane
- 2003 — Ни за, ни против (а совсем наоборот) / Ni pour, ni contre (bien au contraire) — Кати
- 2005 — Ад / L'enfer — Анна
- 2006 — Black Box
- 2007 — Семена смерти /Pars vite et reviens tard — Мари
- 2007 — Ключ / La clef —  Одри
- 2008 — Женщины-агенты / Female Agents  — Лилиан
- 2008 — Очень, очень крупное предприятие / La très très grande entreprise — Мелани Лаверн
- 2009 — Коко до Шанель / Coco avant Chanel —  Адриенна, сестра Габриель Шанель
- 2011 — Все наши желания / Toutes nos envies (номинация на премию Сезар) —  Клэр Конти
- 2013 — Ланды / Landes — Лиена Дюпра
- 2016 — Mirage d’amour avec fanfare (по роману Эрнана Риверы Летельера)
- 2017 — Вспомнить всё / Souviens Toi — Мари Кемпф
- 2021 — Мой волк / Mystère — Анна
- 2022 — Голиаф / Goliath — Одри
- 2023 — Простые вещи/ Les choses simples— Камилла